# Jüdische Gemeinde Eberbach
Eine jüdische Gemeinde in Eberbach im Rhein-Neckar-Kreis im nördlichen Baden-Württemberg bildete sich im 19. Jahrhundert, erreichte im Jahr 1900 mit 138 Mitgliedern ihren höchsten Mitgliederstand, schwand jedoch durch Abwanderung in Großstädte nach dem Ersten Weltkrieg und erlosch schließlich im Zuge der Judenverfolgung zur Zeit des Nationalsozialismus. Im späten 19. Jahrhundert diente ein umgebautes Wohnhaus als Synagoge, 1913 errichtete sich die Gemeinde eine neue Synagoge, die in der Reichspogromnacht 1938 zerstört wurde. Ihr Begräbnis hatten die Eberbacher Juden ursprünglich in Hirschhorn, bevor 1891 der jüdische Friedhof in Eberbach angelegt wurde.

## Geschichte

### Frühe urkundliche Erwähnung von Juden
Juden haben im unteren Neckartal wohl bereits zur Zeit der Römer gelebt. Beim Rintfleisch-Pogrom 1298 und bei den Pestpogromen des 14. Jahrhunderts gab es auch Opfer in jener Gegend. Der älteste urkundliche Beleg für Juden in Eberbach stammt aus dem Jahr 1380, als ein Jude namens Lazron oder Laznon in Eberbach nachgewiesen ist. Nach der Ausweisung der Juden aus der Kurpfalz im Jahr 1391 ist erst 1683 wieder ein Schutzjude in Eberbach nachgewiesen. 1716 werden zwei Juden in Eberbach genannt. Möglicherweise handelt es sich bei den im 17. und 18. Jahrhundert in Eberbach lebenden Juden ausschließlich um Angehörige der Familie Löb (auch Löw) mit Leitname Moses. 1743 besaß Moses Löw ein Haus in Eberbach, 1806 gab es drei jüdische Familie am Ort, alle des Namens Löb. Im 19. Jahrhundert nahmen Zweige dieser Familie andere Namen an, darunter Mannheimer, Oppenheimer und Pfeiffer.

### Bildung einer Gemeinde im frühen 19. Jahrhundert
Eine größere jüdische Gemeinde bildete sich in Eberbach mit der allmählichen Freizügigkeit und rechtlichen Gleichstellung der Juden ab dem frühen 19. Jahrhundert, die den Zuzug von Juden aus anderen Orten erst ermöglichten. Die Gemeinde wuchs zunächst nur langsam, da Eberbach weder früh industrialisiert war, noch an einer wichtigen Verkehrsachse lag. 1814 gab es fünf jüdische Familien im Ort. 1827 wurden die Eberbacher Juden dem Bezirksrabbinat Mosbach zugeteilt. Ab 1833 bestand in Eberbach ein Synagogenrat. Kurz darauf begann man, einen Synagogenbaufond aufzulegen, um eine Synagoge errichten zu können, wofür die Stadt mit Hinweis auf die geringe Zahl jüdischer Gemeindemitglieder vorläufig jedoch noch keine Genehmigung erteilte. Auch eine jüdische Schule oder eine Mikwe gab es zunächst nicht, stattdessen wurde für rituelle Bäder vorerst eine Badeanstalt an der Itter oder Einrichtungen benachbarter jüdischer Gemeinden in Zwingenberg und Strümpfelbrunn aufgesucht. Ihr Begräbnis hatten die Eberbacher Juden zunächst auf dem jüdischen Friedhof in Hirschhorn, der als Verbandsfriedhof für verschiedene Gemeinden diente. 1860 erwarb die ungefähr 35 Personen zählende jüdische Gemeinde ein Wohnhaus in der Zwingerstraße 7 und richtete dieses mit Unterstützung der politischen Gemeinde als Synagoge mit Mikwe her.

### Anwachsen der Gemeinde ab 1862

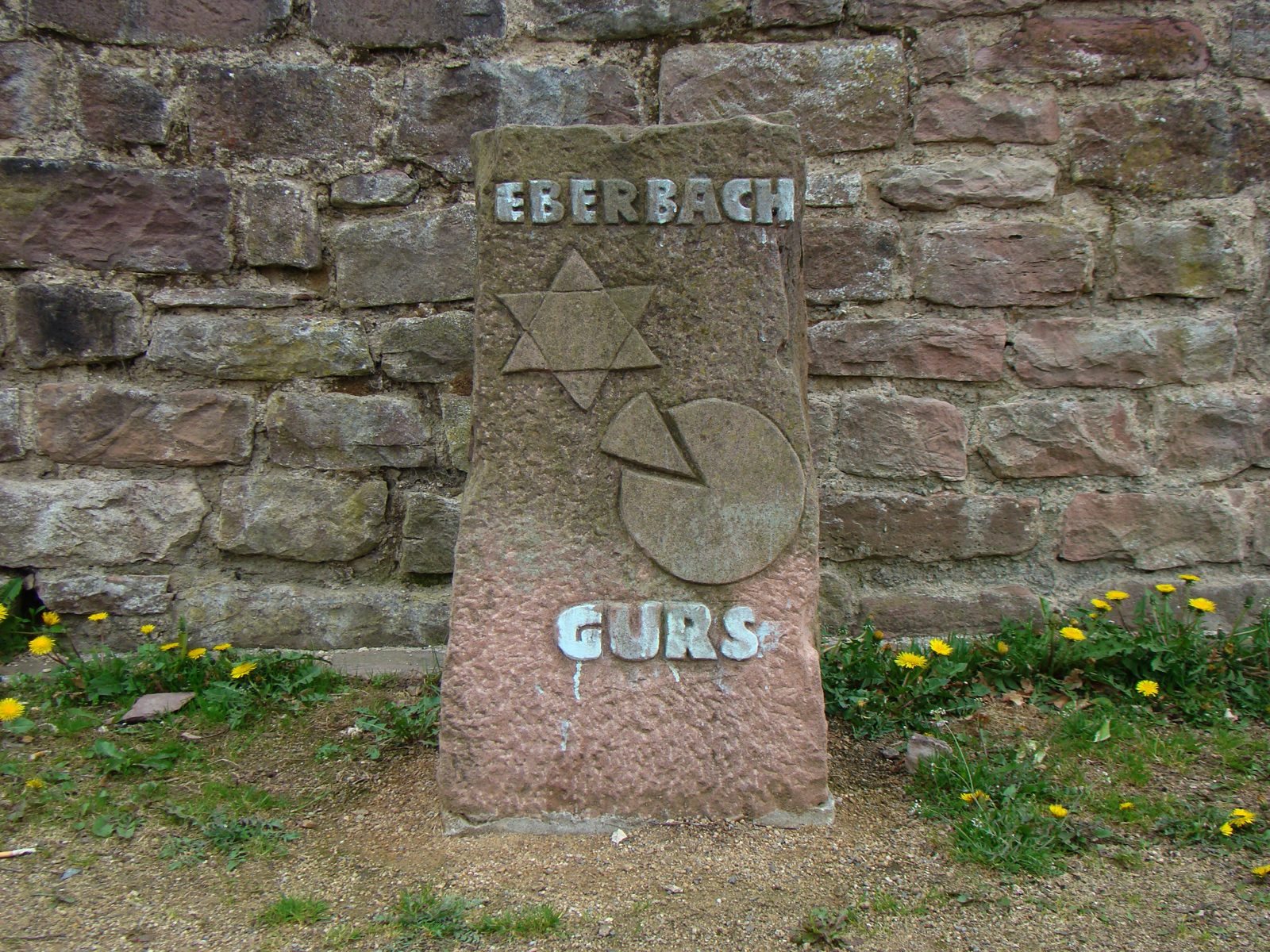
Gedenkstein am Platz der von 1860–97 genutzten Synagoge (Gebäude wurde 1986 abgerissen)

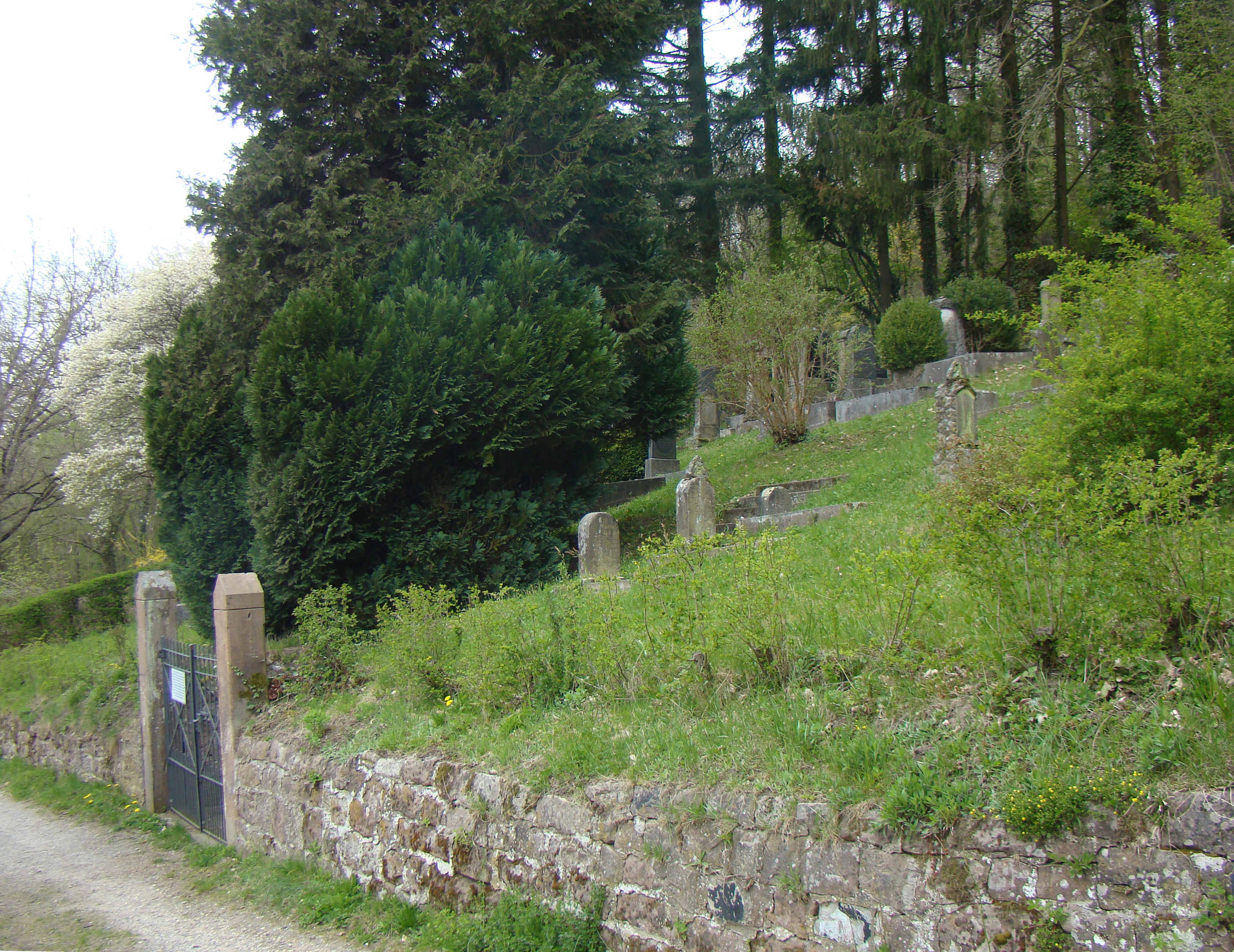
Jüdischer Friedhof Eberbach

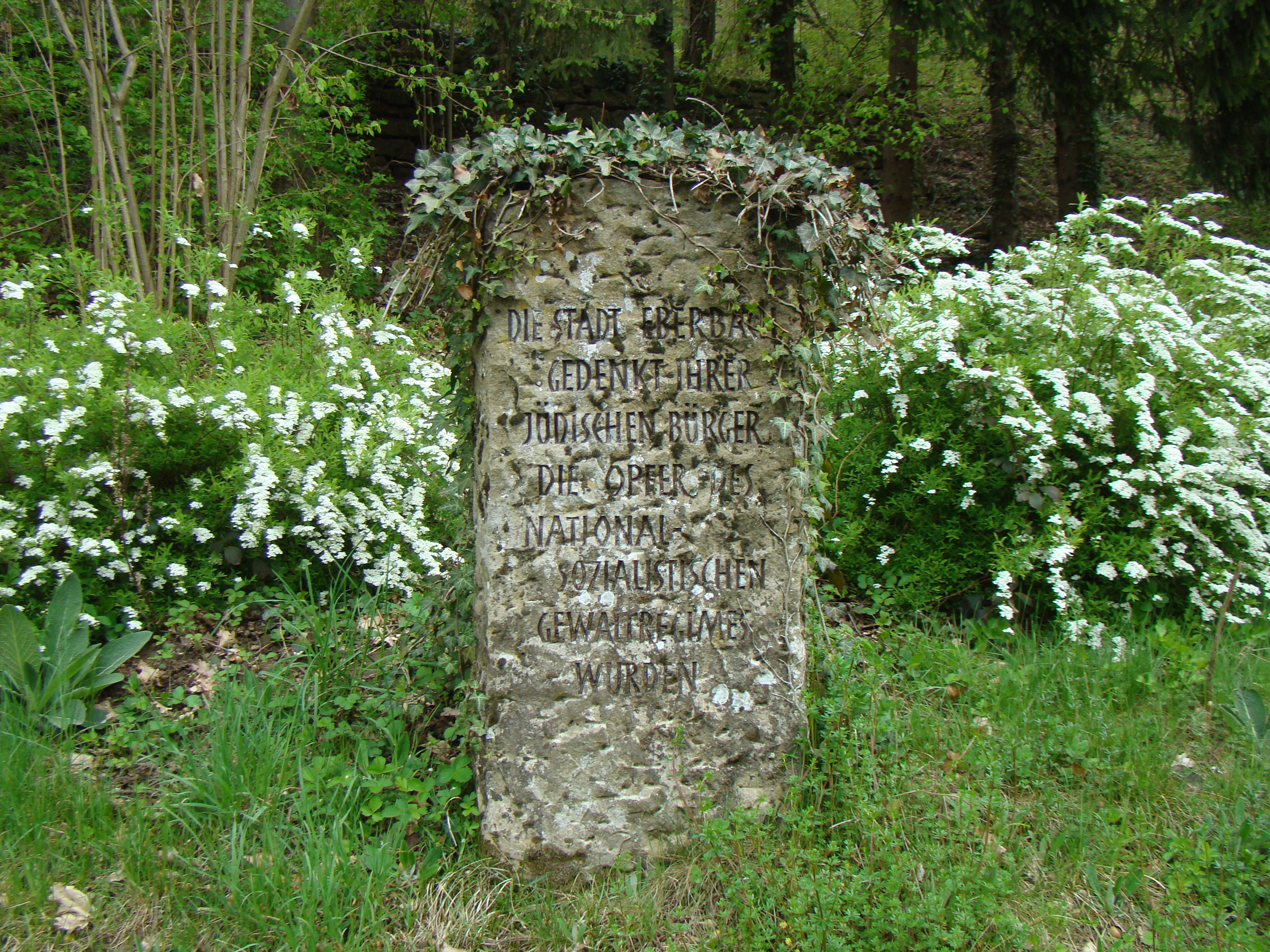
Gedenkstein auf dem jüdischen Friedhof für die dem Nationalsozialismus zum Opfer gefallenen jüdischen Bürger Eberbachs

Nach der völligen rechtlichen Gleichstellung der Juden in Baden 1862 wuchs die Gemeinde in Eberbach durch den Zuzug von Juden, vor allem aus Zwingenberg und Strümpfelbrunn, an. 1871 wurden 64 Juden in Eberbach gezählt, 1890 waren es 98 und im Jahr 1900 erreichte die Gemeinde mit 138 Personen ihren Höchststand. Mit dem Anwachsen der Gemeinde baute diese ihr Gemeindeleben aus. Der anfangs in Privaträumen abgehaltene jüdische Religionsunterricht wurde ab 1882 in den Räumen der Volksschule, ab 1893 in der Höheren Bürgerschule abgehalten. 1891 wurde auf einem steilen Hanggrundstück oberhalb des Eberbacher Friedhofs ein eigener jüdischer Friedhof in Eberbach angelegt. 1893 bildete sich ein jüdischer Frauenverein. 
Das 1860 erworbene Gebäude in der Zwingerstraße genügte der angewachsenen Gemeinde bald nicht mehr. 1897 wurde seine Nutzung für größere Versammlungen sogar baupolizeilich untersagt, worauf die Gottesdienste in der städtischen Turnhalle abgehalten wurden. 1905 erwarb die jüdische Gemeinde ein Grundstück an der Itterstraße zum Neubau einer Synagoge. Da das Grundstück jedoch recht klein war und außerdem die Bahnverwaltung mehrere umliegende Grundstücke erworben hatte und auch an jenem Grundstück interessiert war, wurden die Baupläne in der Itterstraße wieder verworfen. Erst 1913 konnte sich die nicht gerade wohlhabende Gemeinde an der Brückenstraße eine neue Synagoge errichten, die am 19. September 1913 eingeweiht wurde. Die Synagoge hatte eine Grundfläche von 12 × 8,50 Metern. Im Kellergeschoss befanden sich die Mikwe, ein Umkleideraum, Toiletten sowie ein Lagerraum, das Erdgeschoss diente als Gottesdienstraum, darüber war eine auf drei Seiten umlaufende Frauenempore eingezogen.
Um 1900, zur Zeit ihrer größten Mitgliederzahl, war die jüdische Gemeinde vollständig in das öffentliche Leben in Eberbach integriert. Unter den jüdischen Gewerbetreibenden gab es mehrere Metzger und Viehhändler, außerdem Gemischtwarenhändler, Schuhhändler, Eisen- und Textilhändler sowie den als „Schmierjuden“ bekannten Fabrikanten von Schmierölen und -fetten, Albert David. Dieser sowie sieben jüdische Kaufleute gehörten dem Bürgerausschuss an. 24 jüdische Männer aus Eberbach nahmen als Soldaten am Ersten Weltkrieg teil.

### Niedergang der Gemeinde nach dem Ersten Weltkrieg
Vor allem die Wirtschaftskrise nach dem Ersten Weltkrieg und der einhergehende Konkurs vieler Mittelständler (darunter in Eberbach die Unternehmen von A. David, D. Östreicher, J. Mayer und M. Ottenheimer) führte zu einer Abwanderung der Juden aus Eberbach in die Großstädte der Umgebung. Die Jüdische Gemeinde Mannheim, wohin sich auch die meisten aus Eberbach abwandernden Juden wandten, wuchs bis 1925 zur größten jüdischen Gemeinde Badens an. Erschwerend in Eberbach kam hinzu, dass die in den frühen 1920er Jahren in Eberbach gegründeten Odin-Werke, die rasch zum größten Arbeitgeber am Ort wurden, von Nationalsozialisten geführt wurden und keine Juden beschäftigten. So waren es vor allem junge arbeitssuchende Juden, die abwanderten, während die älteren Gemeindemitglieder am Ort wohnen blieben. 1925 zählte die jüdische Gemeinde 72 Mitglieder, 1933 waren es noch 39.

### Judenverfolgung und Vernichtung
In der Reichspogromnacht 1938 wurde die Eberbacher Synagoge auf Weisung aus Heidelberg von Eberbacher SS-Leuten in Brand gesteckt, nachdem die örtliche Polizei verschiedene Schriften, Gebetbücher und Thora-Rollen eingesammelt hatte. Gleichzeitig wurden die Scheiben von jüdischen Geschäften eingeschlagen. Misshandlungen von Juden fanden in jener Nacht nicht statt. Die ausgebrannte Synagoge wurde abgerissen, ihre Steine wurden zum Auffüllen des Eberbacher Hafenbeckens verwendet. Die jüdische Gemeinde wurde gezwungen, das Grundstück zu verkaufen und erhielt als „Verkaufspreis“ 500 RM auf die für die Aufräumarbeiten geforderte Summe angerechnet. Der restliche Betrag von über 1000 RM war in bar zu entrichten. Im Dezember 1938 wurden die letzten vier jüdischen Geschäftsleute in Eberbach zum Verkauf ihrer Lagerware nach Heidelberg genötigt.
Von 1933 bis 1939 sind 15 Juden aus Eberbach ins Ausland emigriert. 1939 lebten noch 17 Juden am Ort, die im Oktober 1940 im Zuge der Wagner-Bürckel-Aktion ins KZ Gurs deportiert wurden. Ihr zurückgelassener Besitz wurde auf Weisung des Landratsamts Heidelberg in der Eberbacher Turnhalle versteigert, ihre Liegenschaften wurden 1942/43 zumeist der Reichsfinanzverwaltung überschrieben. Lediglich eine Eberbacher Jüdin, die in einer so genannten Mischehe lebte, hat die Zeit des Nationalsozialismus in Eberbach überlebt. Drei der nach Gurs deportierten Eberbacher Juden, nämlich den Eltern und der Großmutter von Alfred Wolf, gelang von dort aus noch die Emigration in die USA, die restlichen kamen entweder noch in Gurs oder später in Vernichtungslagern im Osten ums Leben.

### Gedenken
Das ehemalige Synagogengrundstück wurde 1949 an die IRSO übertragen, die es am 10. Februar 1950 an die Stadt Eberbach zurückveräußerte. Der jüdische Friedhof befindet sich ebenfalls im Besitz der Stadt Eberbach, die ihn seit 1945 pflegt. Im Jahr 1978 wurde bei Baggerarbeiten im Neckar die Gesetzestafel der ehemaligen Synagoge wiederaufgefunden. Am Platz der früheren Synagoge erinnert heute ein Gedenkstein an die ehemalige jüdische Gemeinde und ihr Gotteshaus.